# Pigeonnier du Salin
Le pigeonnier du Salin est un colombier situé à Saint-Pardon-de-Conques, dans le département de la Gironde, en France.

## Localisation
Le pigeonnier se trouve au nord du bourg de Saint-Pardon, le long du chemin vicinal qui longe la Garonne entre Saint-Pierre-de-Mons et Saint-Loubert.

## Historique
Le pigeonnier faisait partie des entrepôts du port salin installé sur la Garonne et ne semblait pas avoir été rattaché aux dépendances du Château des Jaubertes. D'anciens documents attestent que le bâtiment a été restauré sous Louis XIV.
La base large et circulaire sous un mur à léger fruit donne une silhouette trapue au bâtiment. Une première corniche de défense l'entoure. La seconde corniche, servant de base au toit, est moulurée. Une coupole à extrados couvre l'ensemble et est interrompue aux quatre coins cardinaux par quatre lucarnes surmontées chacune d'un fronton semi-circulaire. À l'intérieur subsistent quelques boulins ainsi que la poutre supportant le pivot central.
L'édifice a été construit au XVIIe siècle et est inscrit au titre des monuments historiques  par arrêté du 4 août 1978.

## Notes et références

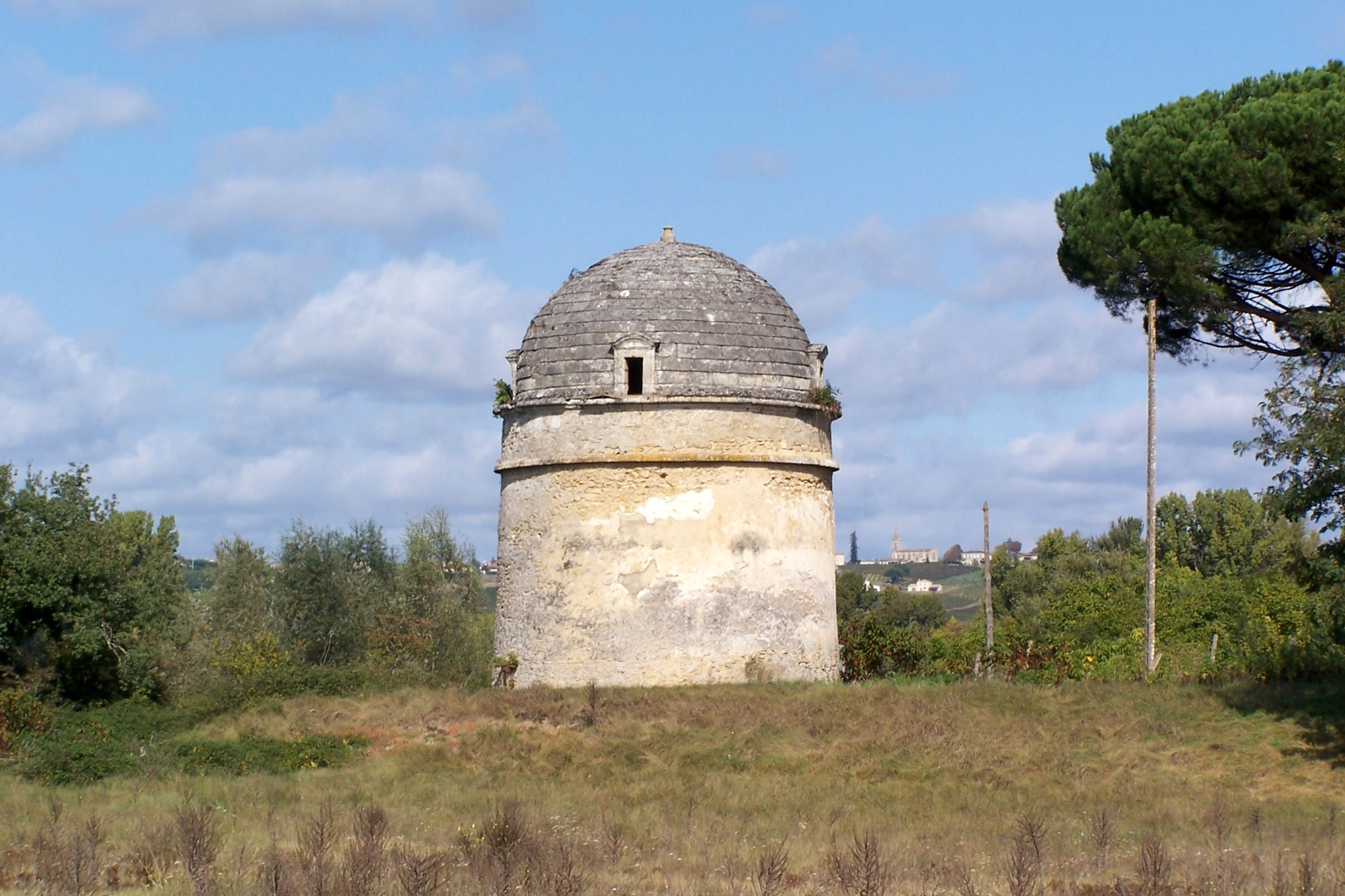
Vue sud depuis le chemin vicinal (oct. 2011)